# Saratovia glickmani
Saratovia glickmani is een pterosauriër, behorende tot de Pterodactyloidea, die tijdens het late Krijt, leefde in het gebied van het huidige Rusland. Het is de typesoort van het geslacht Saratovia.